# جانيت فان دي غراف
جانيت فـان دي غراف هي ممثلة كندية، ولدت في 5 أبريل 1965.

## وصلات خارجية
- جانيت فـان دي غراف على موقع IMDb (الإنجليزية)
- جانيت فـان دي غراف على موقع قاعدة بيانات الفيلم (الإنجليزية)